# Пак Ынчхоль
Пак Ынчхоль (кор. 박은철?, 朴殷哲?, р.18 января 1981) — южнокорейский борец греко-римского стиля, призёр Олимпийских игр и чемпионатов мира.

## Биография
Родился в 1981 году в Чхонджу. В 2005 году стал серебряным призёром чемпионата мира. На чемпионате мира 2006 года завоевал бронзовую медаль. В 2007 году вновь стал серебряным призёром чемпионата мира. В 2008 году стал обладателем бронзовой медали Олимпийских игр в Пекине.